# Divocí!
Divocí! (v anglickém originále Fierce!) je britský dokumentární seriál z roku 2016 provázený anglickým přírodovědcem Stevem Backshallem. Byl vyroben studiem Shiver, jež je součástí ITV Studios, pro televizní kanál ITV a poprvé se začal vysílat v dubnu 2016. 
Cyklus sestává z šesti epizod, v každé z nich se Steve Backshall vydává do odlišné země (Indonésie, Guyana, Mexiko, Austrálie, Namibie a Jihoafrická republika) a pátrá po tamních zvířatech, z nichž většina jsou predátoři (varani komodští, kajmani, chřestýši brazilští, australské medúzy, lvi, mamby černé a mnozí další). Přitom se setkává i s mnoha lidmi, kteří žijí v sousedství těchto divokých zvířat a dále také s experty, kteří tyto predátory studují.
V České republice vysílá cyklus Divocí! kanál Viasat Nature.